# 大衛·邓巴·别克
大衛·邓巴·别克（英語：David Dunbar Buick，1854年9月17日—1929年3月5日）是苏格兰裔美国发明家，以创立别克汽车公司而知名，他于1899年至1906年领导该公司及其前身，将其打造为美国最知名的汽车品牌之一。此外，别克还发明了把鑄鐵浴缸塗上搪瓷的製造過程和OHV引擎。
1974年入選汽車名人堂。